# Musée Hippolyte-Henry
Le musée Hippolyte-Henry est un musée municipal Patrimoine d'intérêt régional situé dans la commune française de Fontenay-Trésigny, dans le département français de Seine-et-Marne et la région Île-de-France.

## Histoire
Hippolyte Henry, maire de la commune de Fontenay-Trésigny de 1908-1919 était instituteur et secrétaire de mairie depuis 1880. Dès son élection, il fit voter au conseil municipal la construction des bains douches qui furent inaugurés en 1911 et ont fonctionné jusqu'en 1962. La bibliothèque associative s'y installe entre les années 1980 et 2016. Vacant ce bâtiment accueille le musée en décembre 2017.
Ce musée est labellisé Patrimoine d'intérêt régional en novembre 2021.
Sous l'impulsion d'une association locale, le Cercle Historique Fontenaisien, il ouvre en 2017 avec 800 objets, inauguré en 2018 avec 1.200 objets, il expose en 2021 plus de 2.000 objets de la vie briarde et de histoire de Fontenay-Trésigny du début du siècle passé et ce dans un espace de plus de 100 m².
Il est organisé en plusieurs espaces, la vie d’Hippolyte Henry, les objets de la vie courante (cuisine, chambre...) métiers du siècle passé (travail de la laine, du cuir, du bois, de la pierre et de la terre), l'école et la vie des châteaux de la commune.

## Localisation

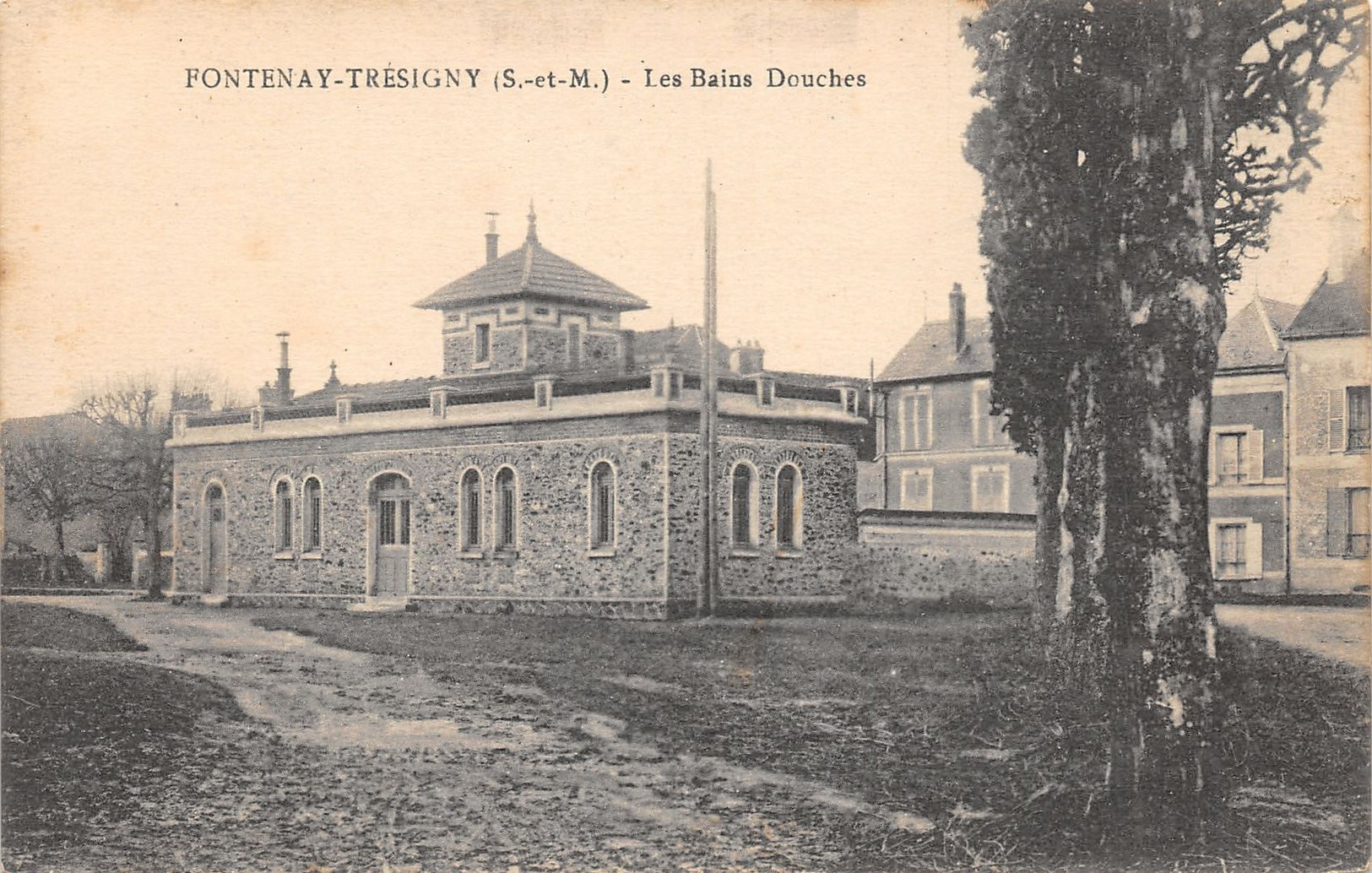
Bains douches

Installé dans les anciens bains douches de la commune datant de 1911, ce musée est situé place du 19-Mars-1962 et prend le nom de l'ancien maire, Hippolyte Henry. Il est inauguré en 2018.

## Expositions temporaires

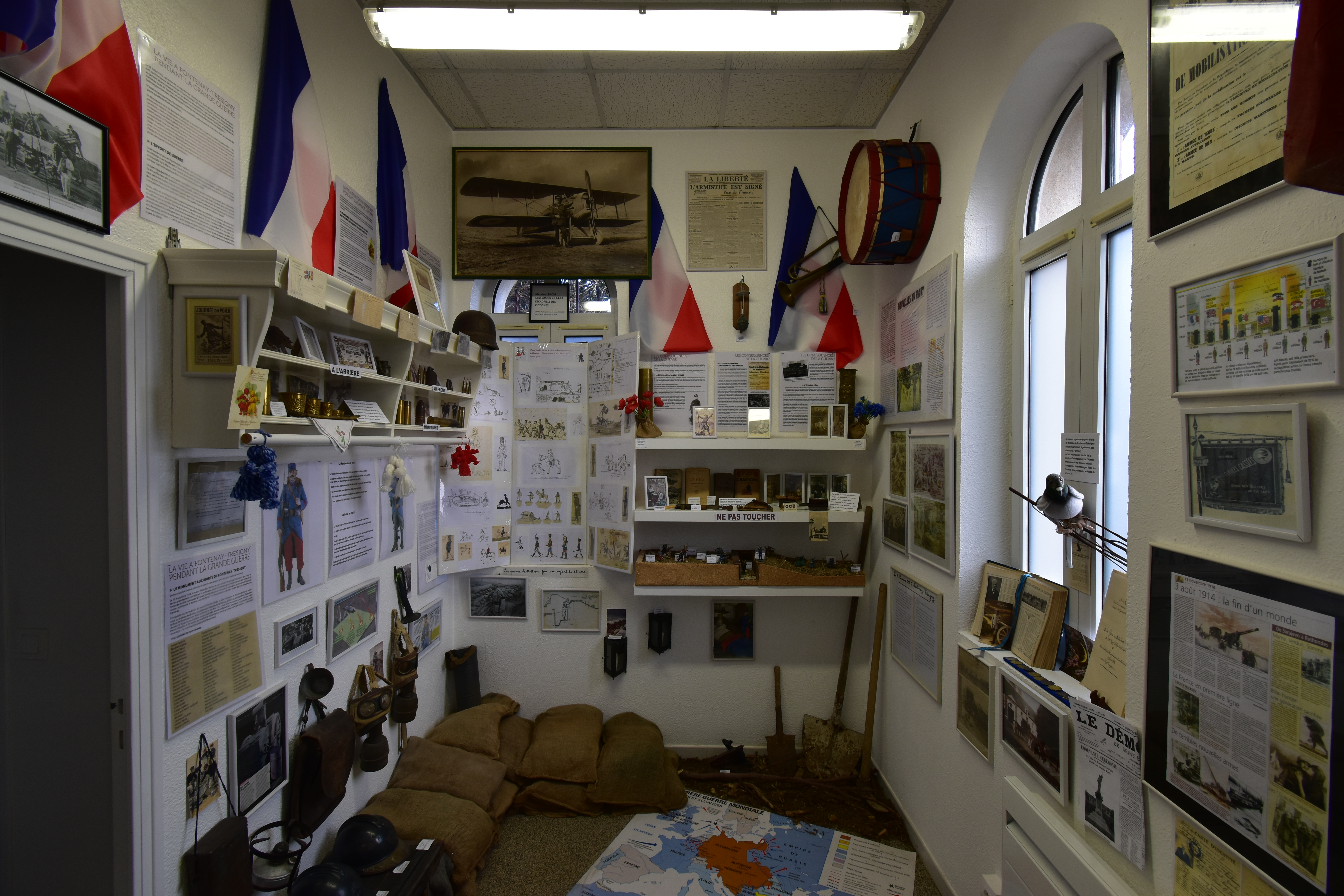
Exposition temporaire centenaire de la guerre 14-18 et retraçant l’histoire des « Poilus » dans les tranchées

Outre son exposition permanente, ce musée propose des expositions temporaires :
- Depuis 2019 : centenaire de la guerre 14-18 et retraçant l’histoire des « Poilus » dans les tranchées

## Description
Le bâtiment en pierre meulière dont la façade est symétrique, est surmonté d'un campanile servant de réservoir d'eau. Il est l’œuvre de l'architecte columérien Georges Faix.

## Galerie

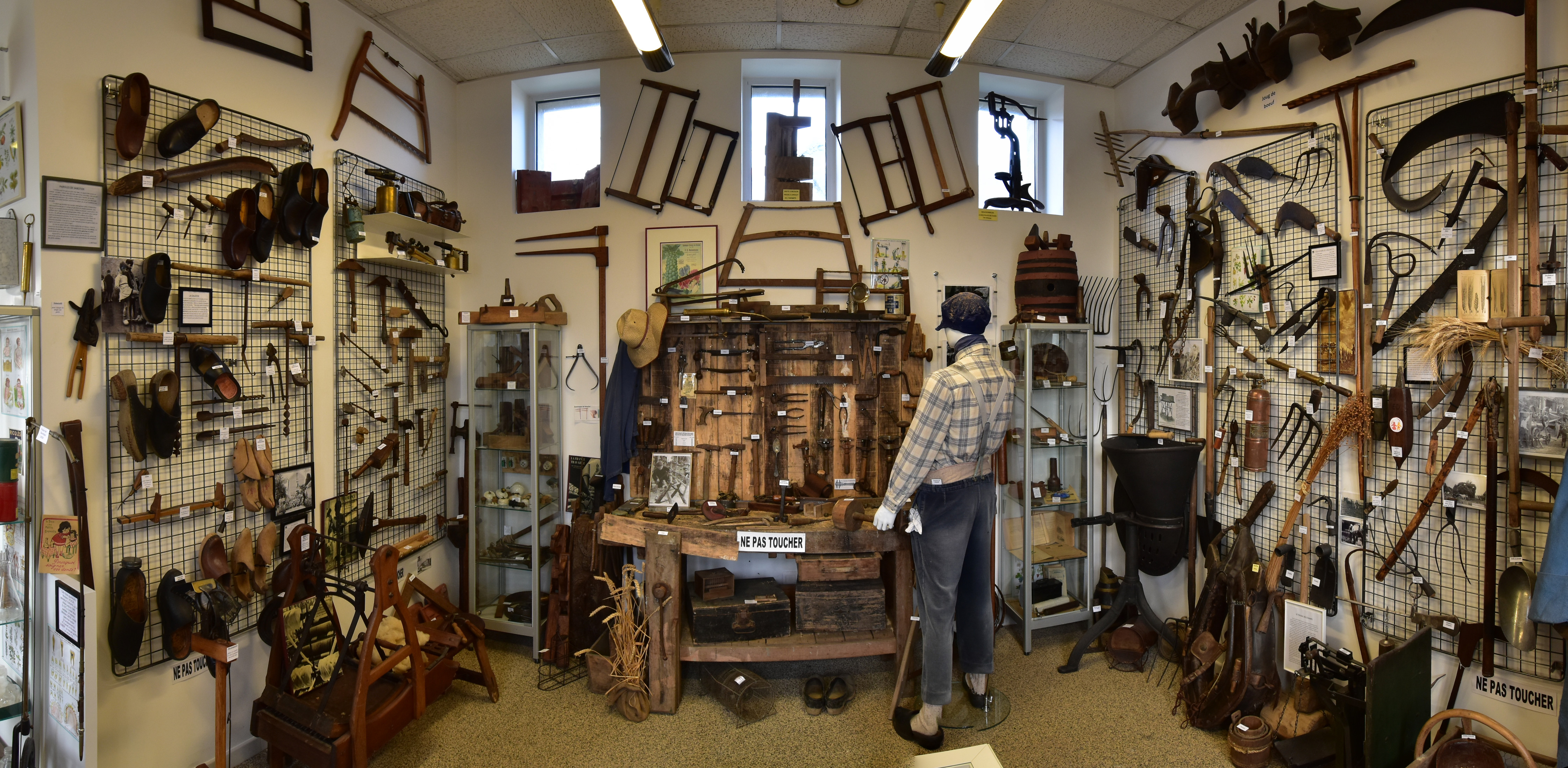
Salle Les métiers
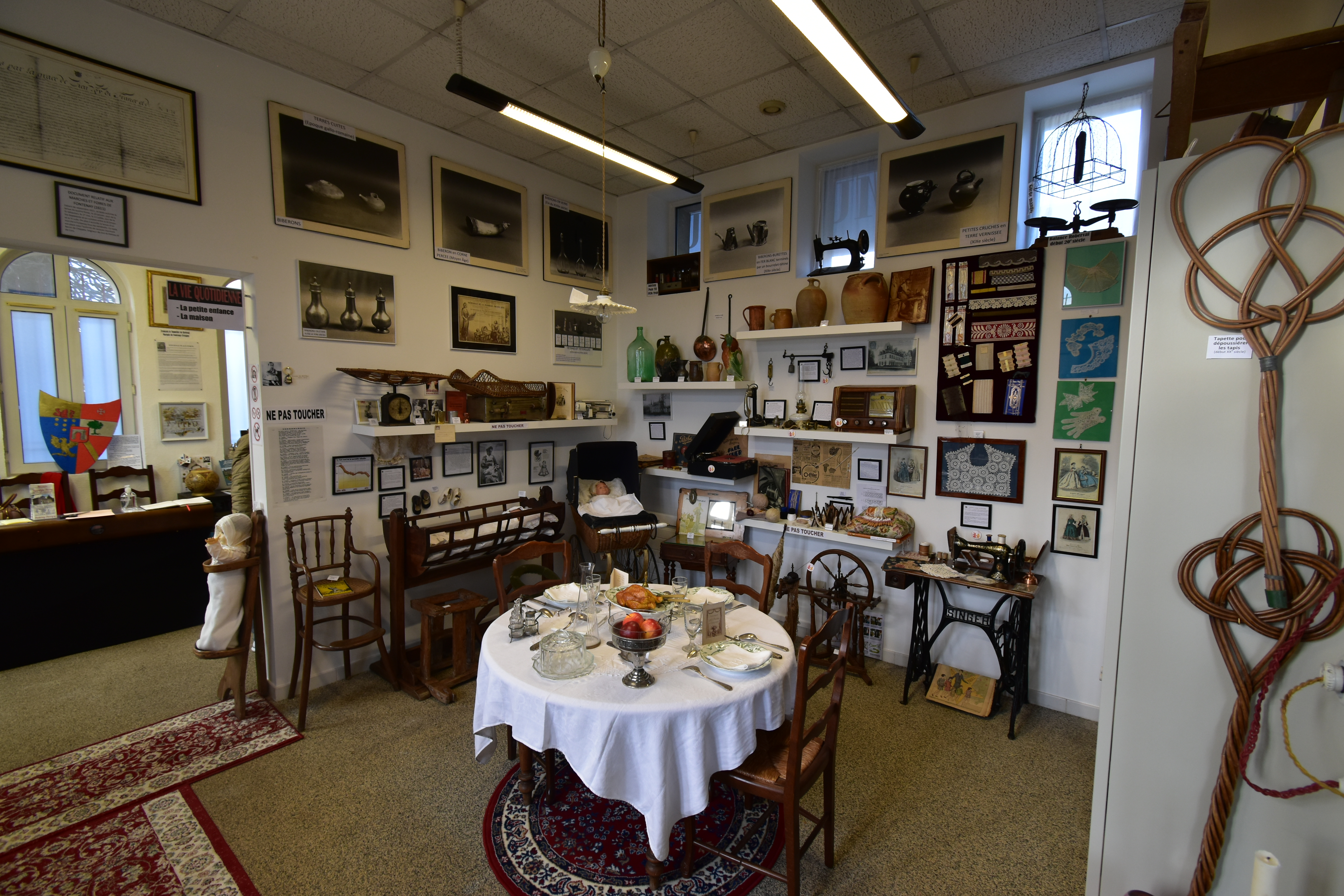
Salle Vie Quotidienne
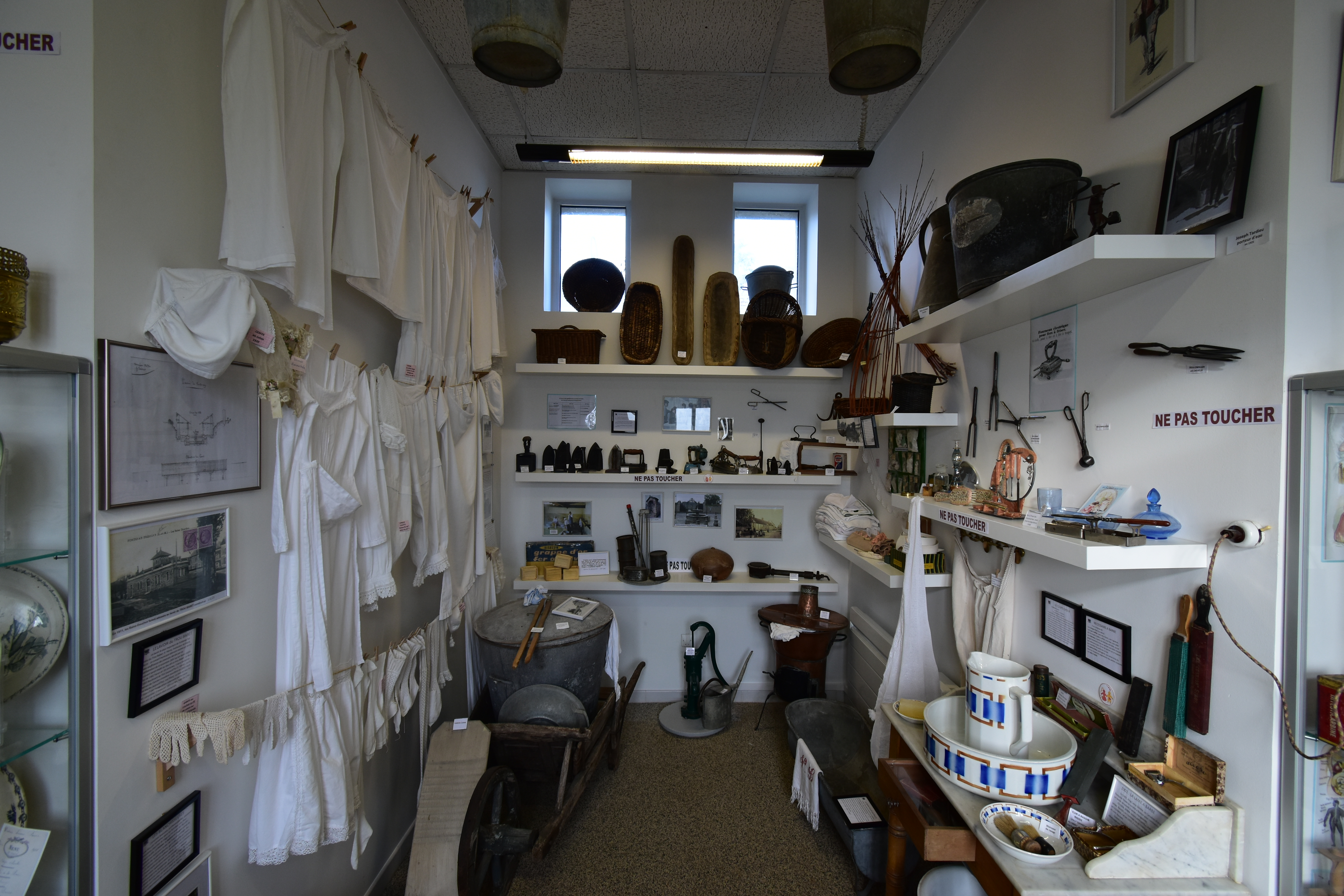
Salle Eau

## Pour approfondir